# Szilvia Szabó
Szilvia Szabó (ur. 24 października 1978 w Budapeszcie) – węgierska kajakarka, trzykrotna wicemistrzyni olimpijska, trzynastokrotna mistrzyni świata.
Dwukrotna wicemistrzyni igrzysk olimpijskich w Sydney i jednokrotna wicemistrzynią olimpijską z 2004 roku z Aten. Jest również trzynastokrotną mistrzynią świata w konkurencjach K-2 500 m, K-2 1000 m, K-4 200 m, K-4 500 m i K-4 1000 m. trzykrotną wicemistrzynią świata na dystansach: K-1 200 m i K-4 500 m, oraz trzykrotną brązową medalistką MŚ w konkurencjach: K-1 200 m, K-2 500 m i K-4 500.